# Worth (film)
Worth is een Amerikaanse biografische dramafilm uit 2020 onder regie van Sara Colangelo. De hoofdrollen worden vertolkt door Michael Keaton, Stanley Tucci, Amy Ryan, Tate Donovan en Talia Balsam.

## Verhaal
Advocaat Kenneth Feinberg wordt door de Amerikaanse overheid aangesteld om een schadevergoedingsfonds voor de slachtoffers en nabestaanden van de aanslagen op 11 september 2001 in goede banen te leiden. Om de slachtoffers aan een schadevergoeding te helpen, moet hij bepalen wat een mensleven waard is en in Washington D.C. de strijd aangaan tegen cynisme, bureaucratie en politieke spelletjes.

## Rolverdeling
| Acteur             | Personage              |
| ------------------ | ---------------------- |
| Michael Keaton     | Kenneth Feinberg       |
| Stanley Tucci      | Charles Wolf           |
| Amy Ryan           | Camille Biros          |
| Tate Donovan       | Lee Quinn              |
| Talia Balsam       |                        |
| Laura Benanti      | Karen Abate            |
| Victor Slezak      | John Ashcroft          |
| Shunori Ramanthan  | Priya Khundi           |
| Zuzanna Szadkowski | Myrna                  |
| James Ciccone      | James                  |
| Chris Tardio       | Frank Donato           |
| Steve Vinovich     | Senator Edward Kennedy |

## Productie
Omstreeks 2008 vormde Max Borenstein de memoires What is Life Worth?: The Unprecedented Effort to Compensate the Victims of 9/11 (2005) van advocaat Kenneth Feinberg om tot een script. Het script maakte in 2008 deel uit van de Black List, een lijst van beste onverfilmde scripts. In februari 2018, tijdens het filmfestival van Berlijn, werd aangekondigd dat het script zou verfilmd worden door regisseur David Frankel en acteur Michael Keaton. Nadien werd het een tijd stil rond het project. In februari 2019 werd Stanley Tucci gecast en werd Frankel vervangen door regisseuse Sara Colangelo. In de daaropvolgende maanden werd de cast uitgebreid met onder meer Shunori Ramanthan, Victor Slezak, Laura Benanti, Amy Ryan, Talia Balsam en Tate Donovan.
De opnames gingen in april 2019 van start in New York.

## Release
De film ging op 24 januari 2020 in première op het Sundance Film Festival.

## Trivia
- Producent Michael Sugar en acteurs Michael Keaton en Stanley Tucci werkten eerder al samen aan de Oscarwinnende film Spotlight (2015).